# Khorram Chamāz
Khorram Chamāz (persiska: خُرَّم چَماز, Khorram Chammāz, خرم چماز) är en ort i Iran.   Den ligger i provinsen Mazandaran, i den norra delen av landet, 210 km öster om huvudstaden Teheran. Khorram Chamāz ligger 627 meter över havet och antalet invånare är 141.
Terrängen runt Khorram Chamāz är kuperad. Runt Khorram Chamāz är det ganska tätbefolkat, med 108 invånare per kvadratkilometer. Närmaste större samhälle är Behshahr, 17,1 km norr om Khorram Chamāz. I omgivningarna runt Khorram Chamāz växer i huvudsak blandskog.